# Value Object
Value Object — об'єкт який повністю ідентифікується своїми атрибутами.

## Властивості
- Повністю визначається своїми атрибутами. Два Value object вважаються рівними, якщо всі їх властивості однакові.
- Є незмінним.

## Приклад
Для того щоб було легше розпізнати клас як Value object можна додати маркер інтерфейс аби винести спільну логіку (наприклад, порівняння атрибутів) в абстрактний клас.
```
public
 
interface
 
IValueObject

{

}

```

Дві адреси вважаються однаковими, якщо у них збігається вулиця та місто:
```
public
 
class
 
Address
 
:
 
IValueObject

{

    
public
 
string
 
Street
 
{
 
get
;
 
private
 
set
;
 
}

    
public
 
string
 
City
 
{
 
get
;
 
private
 
set
;
 
}

    
public
 
Address
(
string
 
street
,
 
string
 
city
)

    
{

        
Street
 
=
 
street
;

        
City
 
=
 
city
;

    
}

}

```

Валюта і кількість окремо нічого не визначають і лише в сукупності формують цілісний об'єкт:
```
public
 
class
 
Money
 
:
 
IValueObject

{

    
public
 
decimal
 
Amount
 
{
 
get
;
 
}

    
public
 
string
 
Currency
 
{
 
get
;
 
}

}

```

Зміни в проміжку часу ведуть до створення нового об'єкта, тим самим забезпечуючи незмінність:
```
public
 
class
 
DateRange
 
:
 
IValueObject

{

    
public
 
DateTime
 
Start
 
{
 
get
;
 
private
 
set
;
 
}

    
public
 
DateTime
 
End
 
{
 
get
;
 
private
 
set
;
 
}

    
public
 
DateRange
(
DateTime
 
start
,
 
DateTime
 
end
)

    
{

        
Start
 
=
 
start
;

        
End
 
=
 
end
;

    
}

   

    
public
 
DateRange
 
ChangeEnd
(
DateTime
 
end
)

    
{

        
return
 
new
 
DateRange
(
this
.
Start
,
 
end
);

    
}

    
public
 
TimeSpan
 
Duration
()

    
{

        
return
 
End
 
-
 
Start
;

    
}

}

```